# Beginner Books
«Beginner Books» — американское издательство, ориентированное на публикацию книг для маленьких детей в возрасте от 3 до 9 лет, основанное в 1957 году Филлис Серф совместно с Тедом Гейзелом, более известным как Доктор Сьюз, и его супругой Хелен Палмер Гейзел.

## История
Дебютной книгой издательства стал роман Доктора Сьюза «Кот в шляпе», заглавный персонаж которого фигурирует в логотипе бренда. Серф позже составила список из 379 слов в качестве базового словаря для юных читателей, а также ещё 20 немного более сложных «экстренных» слов. Для написания «Кота в шляпе» из этого списка было использовано не более 200 слов. Последующие книги серии были смоделированы на основе того же требования.
В 1958 году в каталоге «Beginner Books» имелось всего четыре наименования. Два года спустя они зарабатывали миллион долларов в год.

## Владельцы
Корпорация «Random House» приобрела «Beginner Books» в 1960 году, тем самым став крупнейшим издателем детских книг в Соединенных Штатах.

## Авторы книг издательства
Когда Теодор Сьюз Гейзель самостоятельно иллюстрировал свои собственные рассказы, он писал под псевдонимом Доктор Сьюз. После прихода в издательство новых художников, он использовал либо псевдоним Тео Лесиг, либо Розеттский камень. Другими авторами книг для начинающих читателей были Роберт М. Лопшир, Беннет Серф, Эл Перкинс, Хелен Палмер Гейзел, писавшая как Хелен Палмер, Филип Дей Истман, Стэн и Ян Беренстейн, Бенджамин Элкин и Марион Холланд.

## Иллюстраторы
Ранние книги издательства оформляли многие известные авторы, в том числе вышеупомянутый Теодор Сьюз Гейзель, П. Д. Истман, Стэн и Ян Беренстейны, Рой Маккай и Роберт Лопшир.